# Sloanea aberrans
Sloanea aberrans là một loài thực vật có hoa trong họ Côm. Loài này được (Brandis) A.C. Sm. miêu tả khoa học đầu tiên năm 1944.